# Concours de pinsons

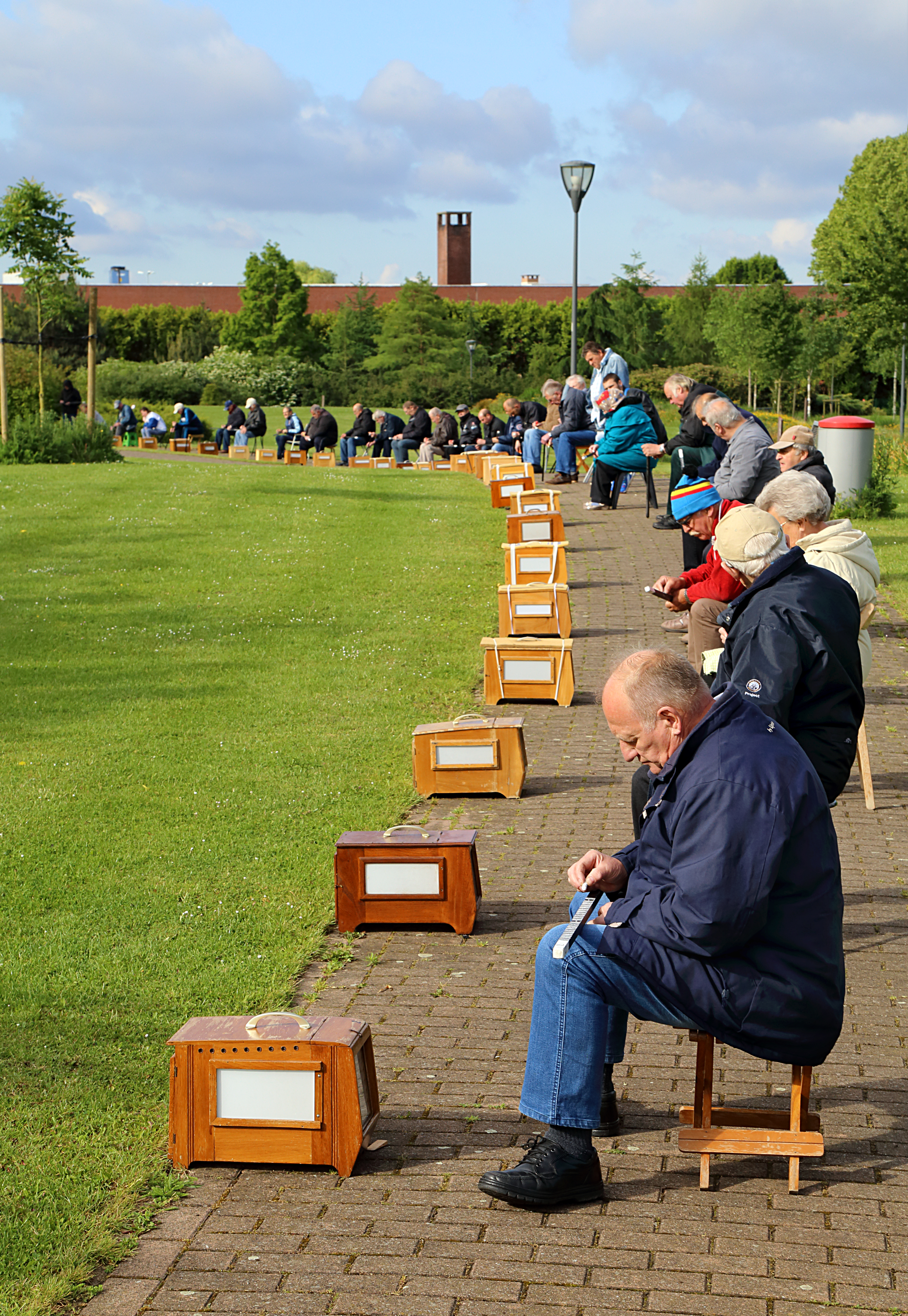
Un concours de pinsons en Belgique

Les concours de pinsons ou concours de chant(s) de pinsons, sont une vieille tradition populaire, et un loisir toujours pratiqué de nos jours.

## Histoire
L’histoire de cette activité remonte à la fin du 16e siècle. À partir du 18e siècle, une pratique apparaît: on suture les paupières des pinsons pour les aveugler, ce qui les rend plus performants lors des concours de chants. Une loi belge du 22 mars 1929 interdira définitivement cet usage.

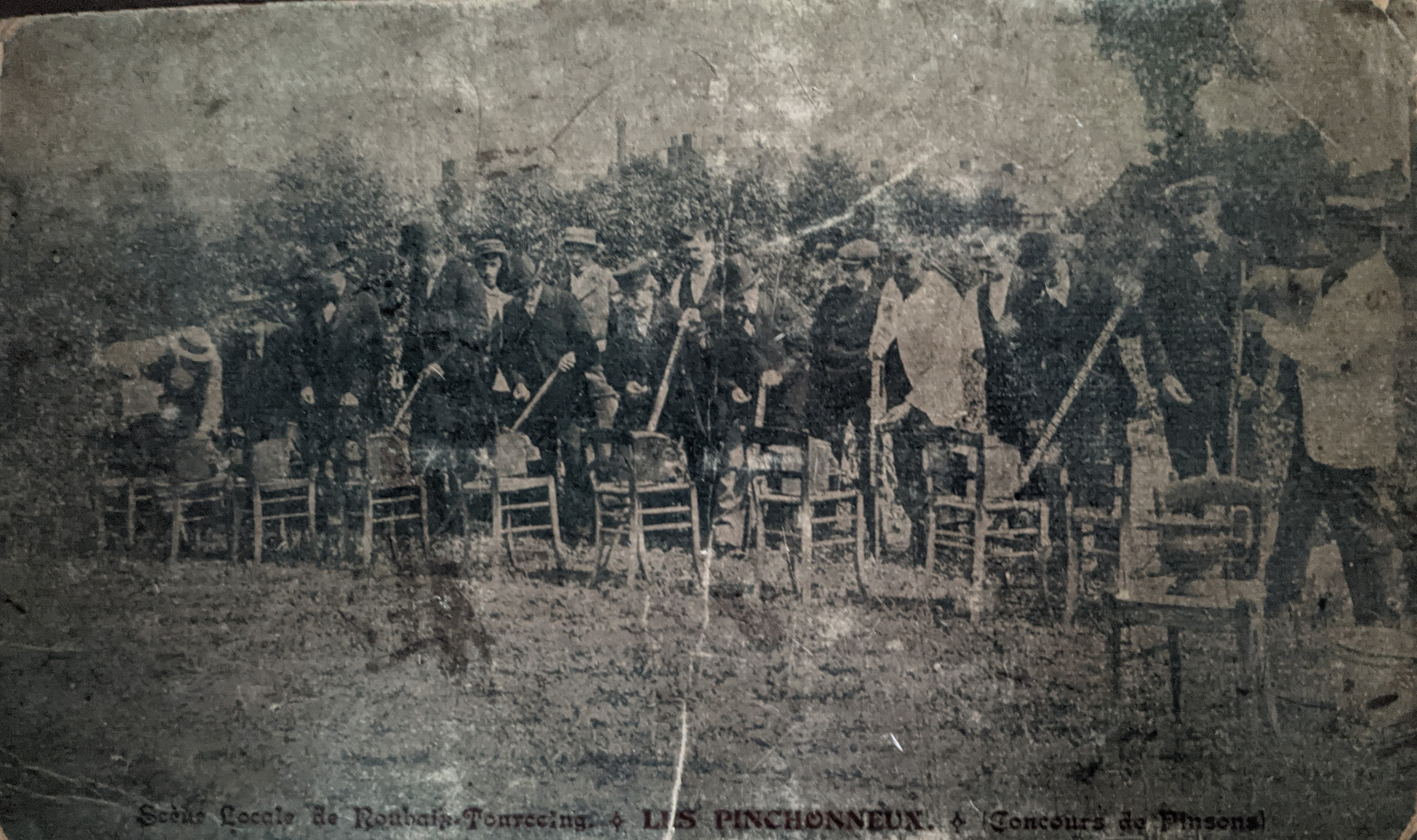
Les Pinchonneux, Roubaix-Tourcoing, fin 19è siècle (concours de pinsons)

## Pratique actuelle
Ces concours sont encore présents en Belgique et dans quelques communes du Nord de la France. Ils se déroulent le matin, dans un très grand calme, souvent entre 9 heures et 10 heures. La période de ces joutes s’étale d’avril à août. On appelle cela jouer à pinsons.
Un adepte des concours de pinsons, parfois aussi éleveur, est appelé pinsonnier, pinsonneur, ou pinsonneux, selon les régions. Le but est d’obtenir, en une heure, le plus grand nombre possible de chants du volatile. Les pinsonneux sont alignés côte à côte, séparés par une distance de 2,40 mètres. Chacun d’eux, assis, a devant lui, posé par terre, une petite cage translucide dans laquelle se trouve un pinson (mâle) dont il ne peut être le propriétaire, mais  qui appartient à son voisin. Une fois le coup d’envoi donné, il marque d’une barre, à l’aide d’une craie, sur une règle en bois numérotée (qui dans certains coins de Wallonie picarde porte le nom de  rillet) chaque chant du pinson qu’il a face à lui. L’heure passée, on compte les chants pointés sur les règles. Le vainqueur est bien sûr celui dont le pinson a le plus de chants à son actif,.
À Hulste (Belgique), un musée, le musée national des pinsonneux, Nationaal museum voor de Vinkensport, est consacré à ce hobby.

## Galerie

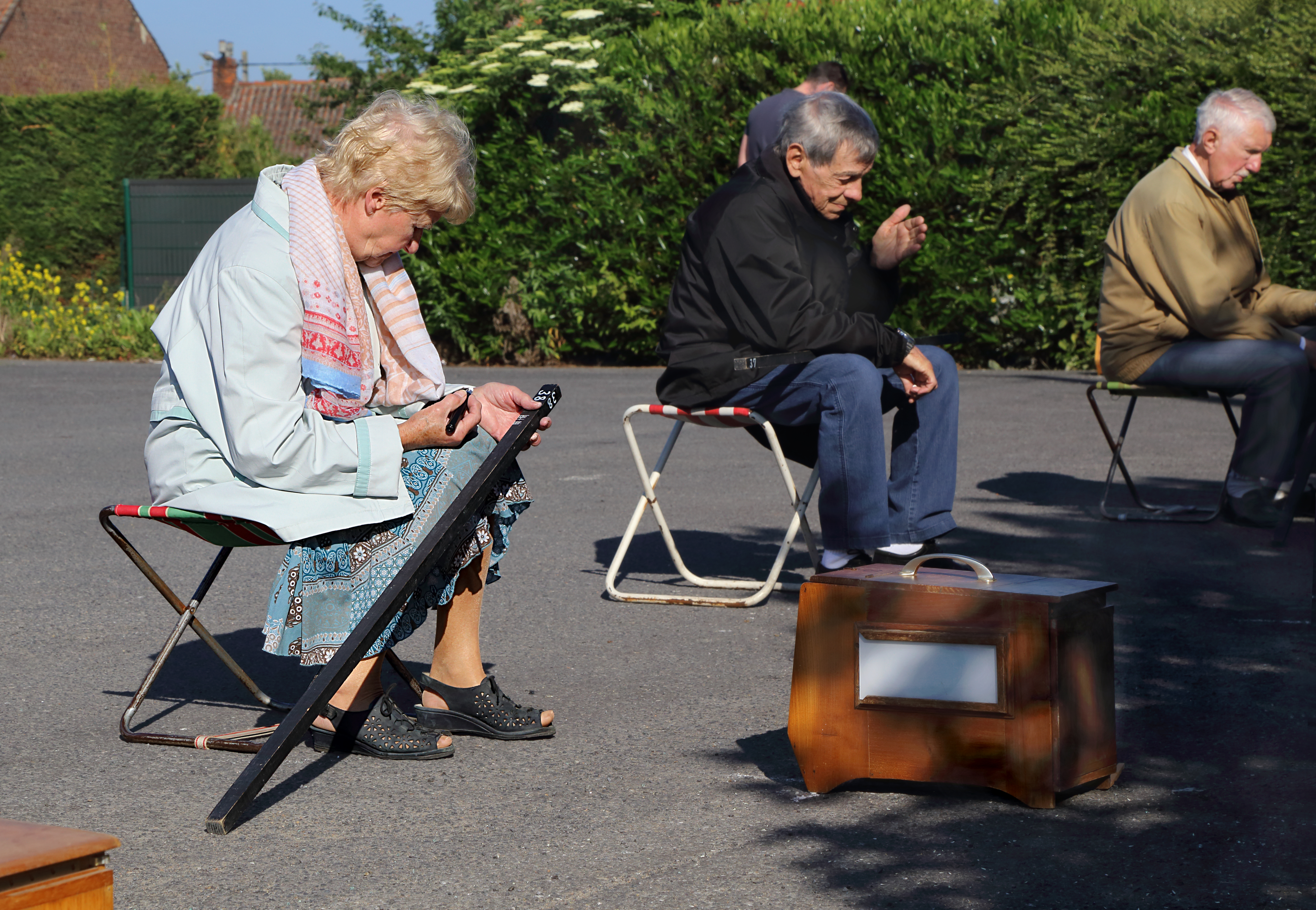
Une pinsonneuse.
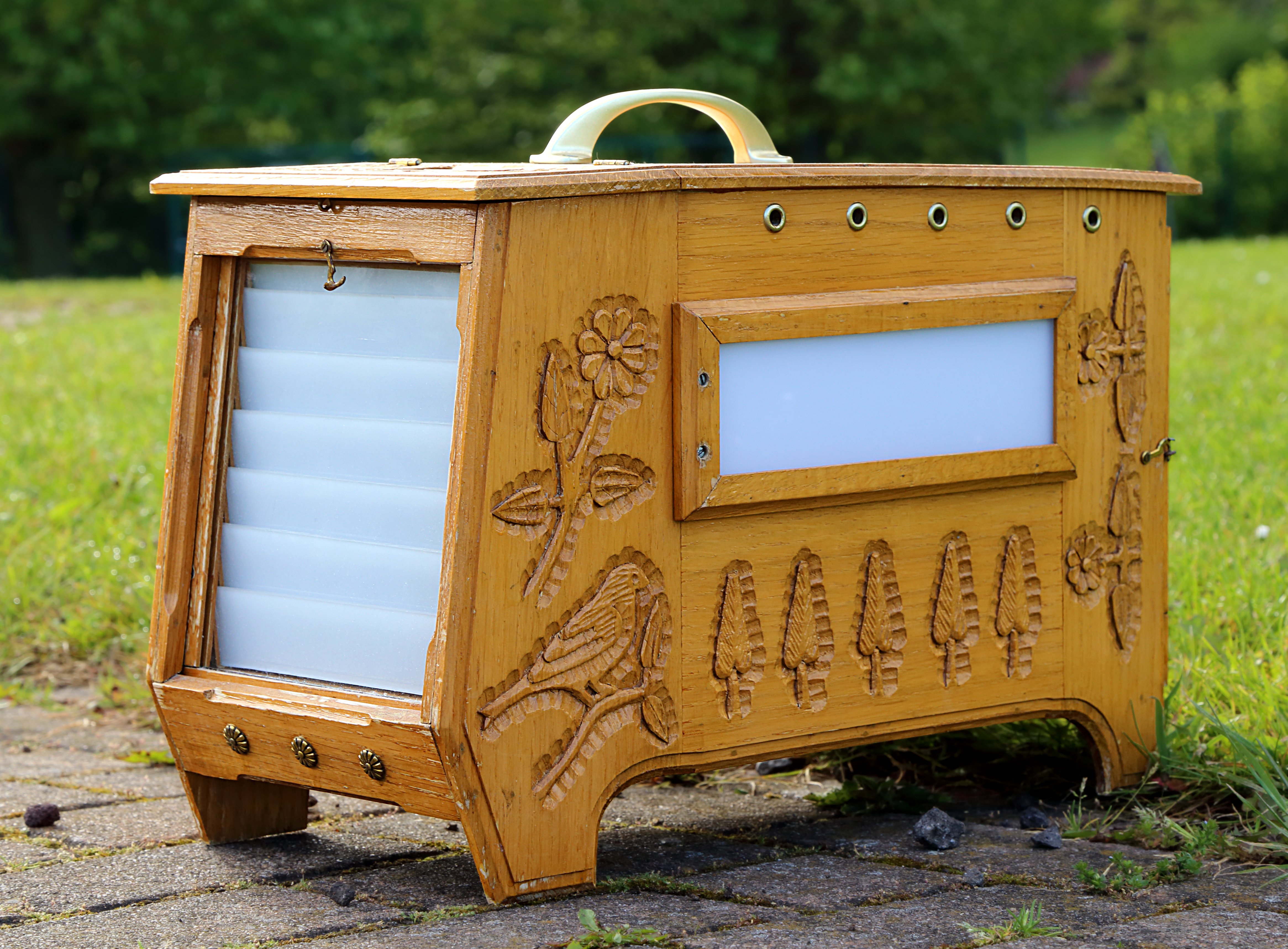
Une cage à pinson.
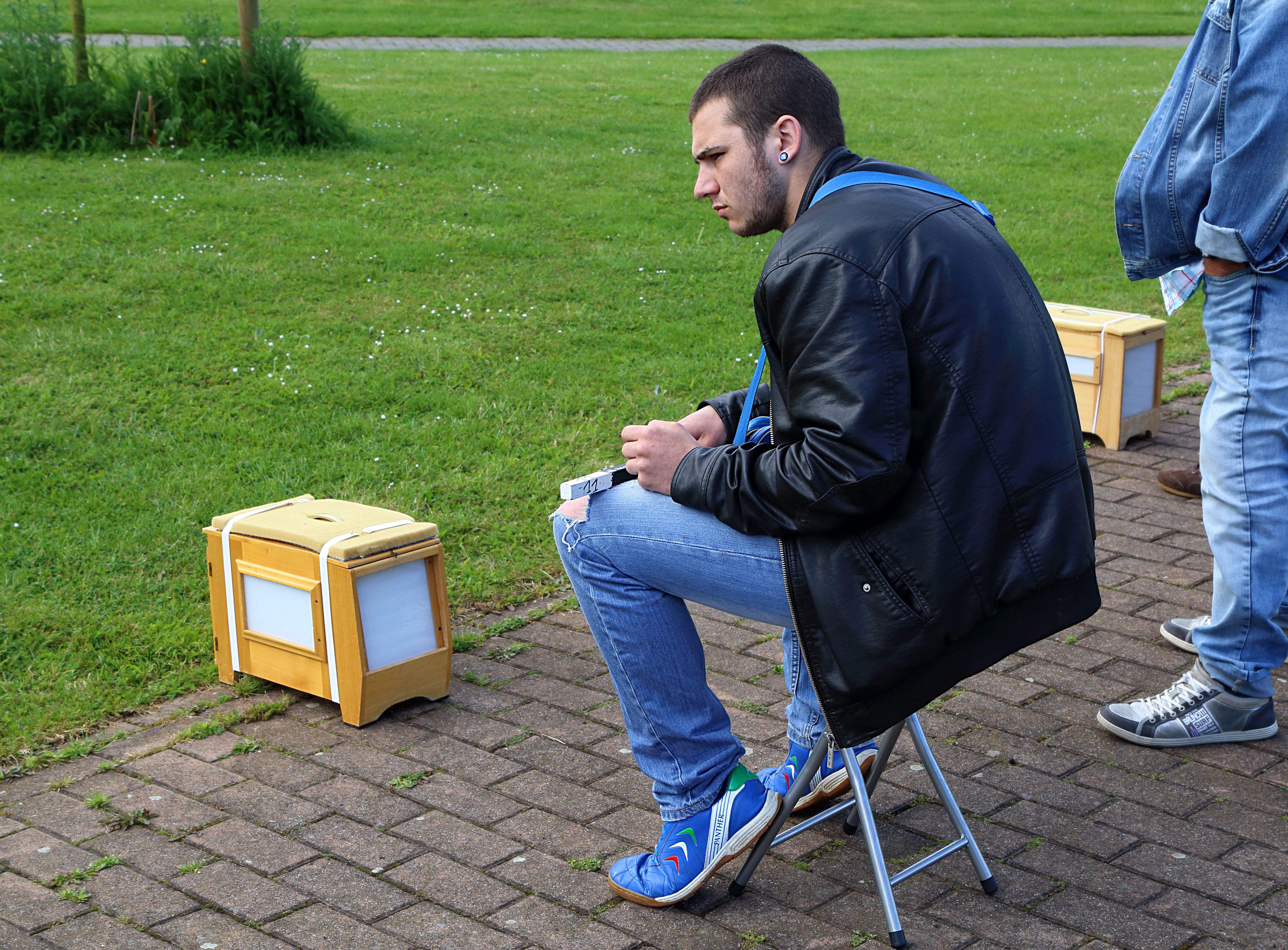
Un œil sur le pinson d’à côté.
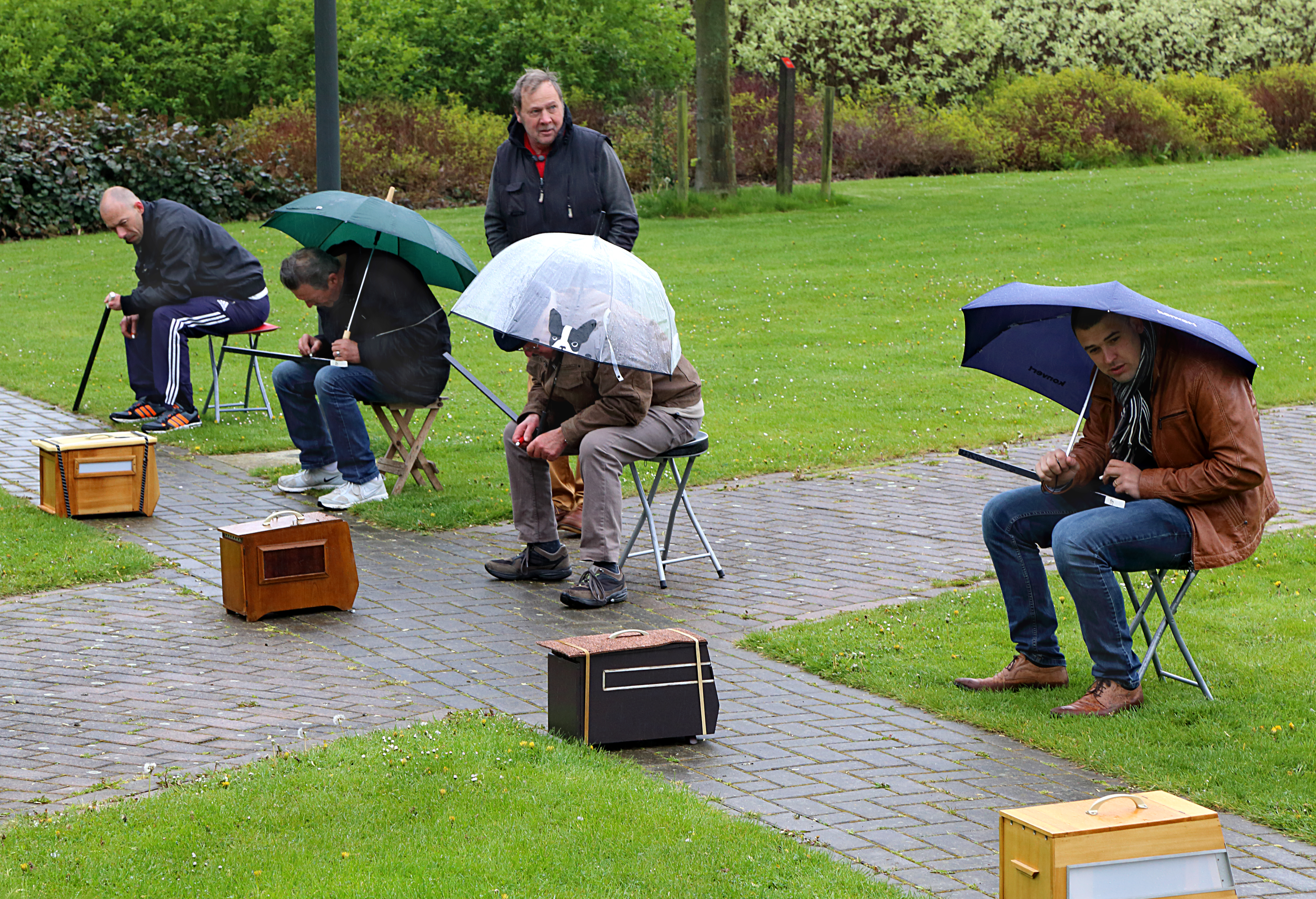
Des pinsonneux sous la pluie.
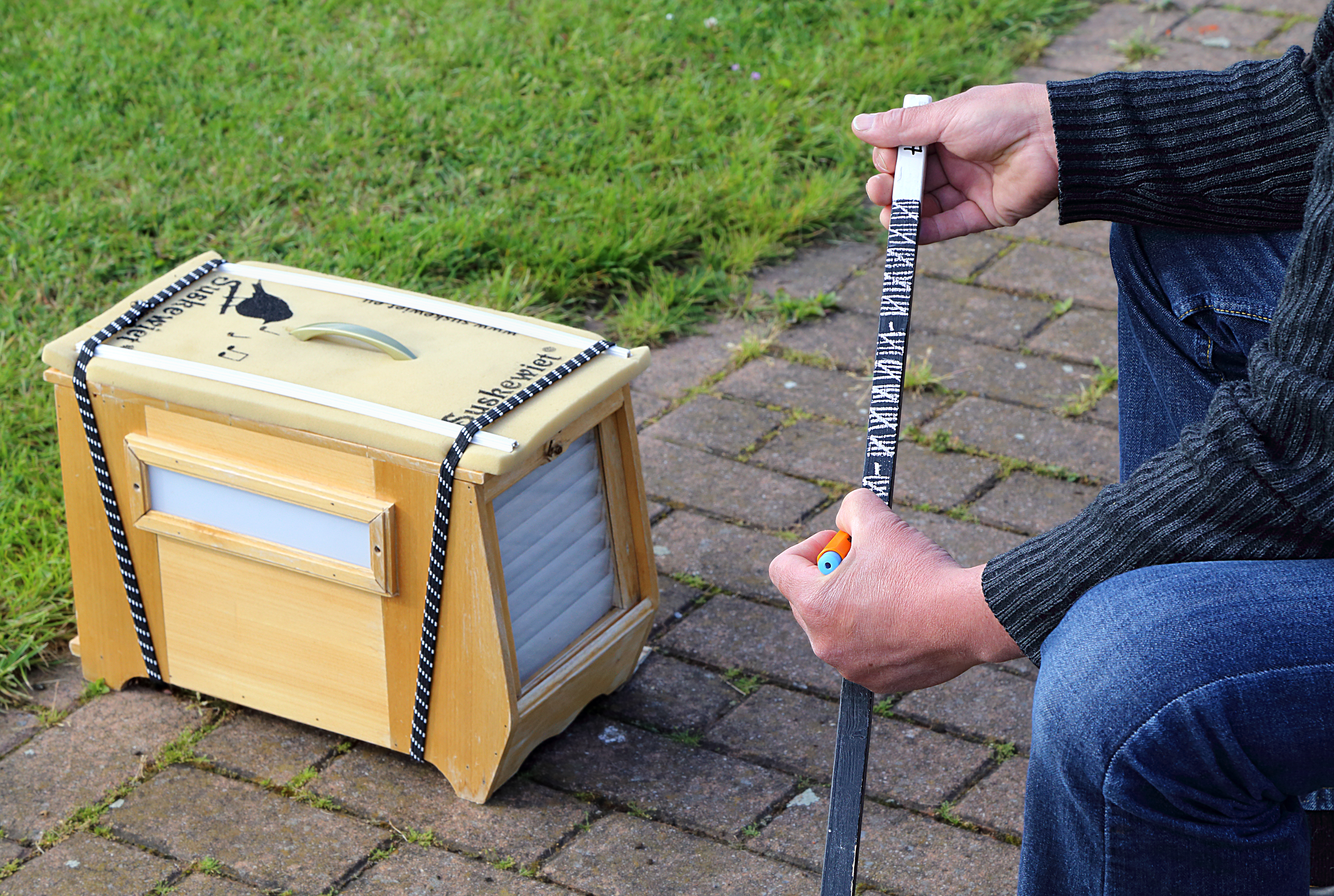
Pinsonneux marquant les chants.
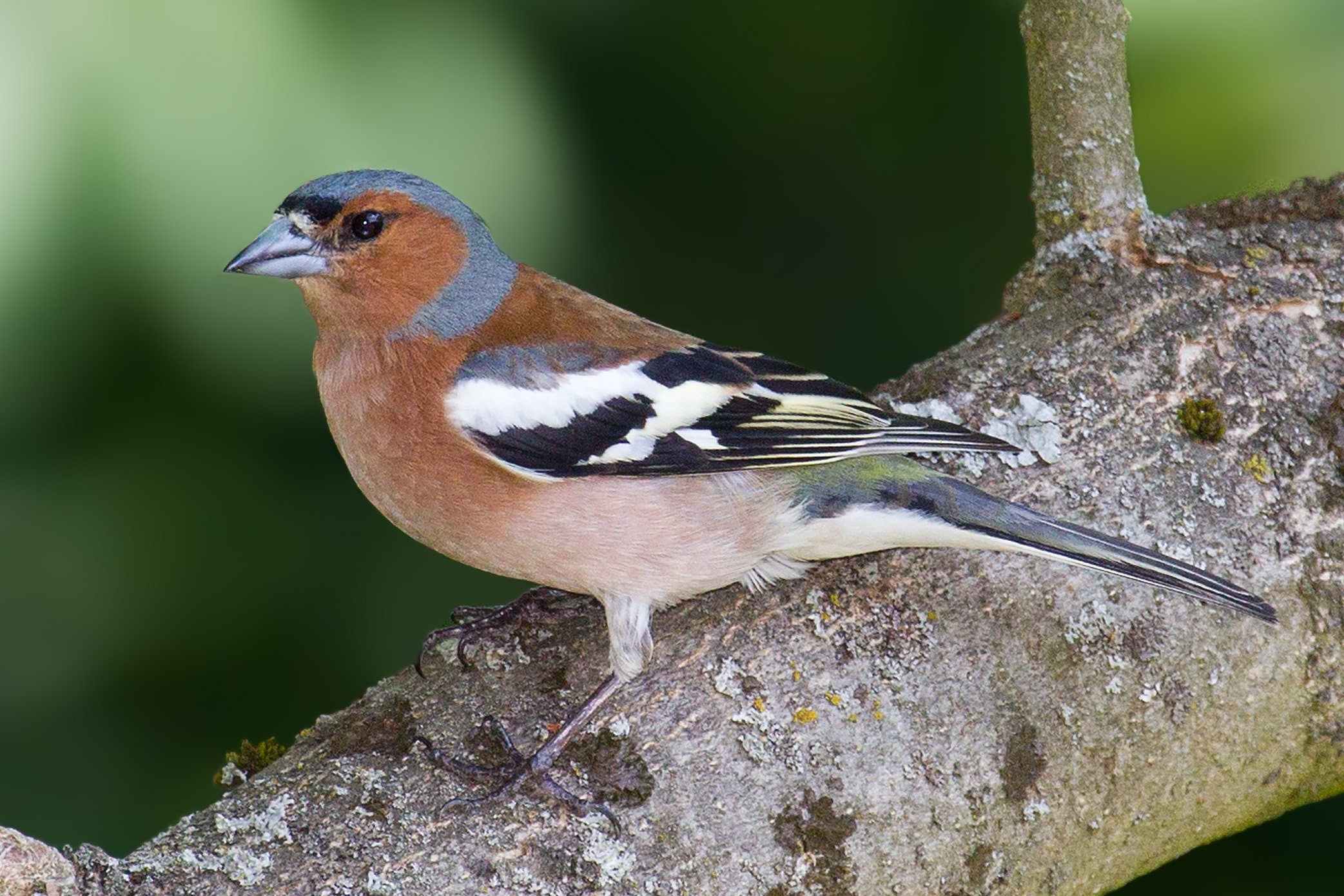
Un pinson (mâle).